# وودستوك
معرض وودستوك للموسيقى والفن—المعروف بمهرجان وودستوك أو فقط وودستوك— كان مهرجان موسيقى أقيم تحت عنوان «3 أيام من السلام والموسيقى» في مزرعة ألبان بالقرب من قرية «وايت ليك» في بلدة بيثل في نيويورك، من 15 أغسطس إلى 18 أغسطس، 1969. اسم المهرجان جاء من بلدة وودستوك والتي تبعد 100 كم عن مزرعة الألبان.
خلال عطل نهاية الأسبوع الممطرة، تم أداء 32 حدثا أمام 400 ألف متفرج. المهرجان يتعبر على نطاق واسع واحدة واحد من أكثر اللحظات محورية في تاريخ الموسيقى الشعبية. مجلة رولينغ ستون أدرجته ضمن قائمة 50 حدثاً غيّرت تاريخ موسيقى الروك آند رول.
من بين الفنانين الذي أحيوا المهرجان: جيمي هندريكس ورافي شانكار وجوان بيز وجون سيباستيان وجانيس جوبلين وذا هو وسانتانا وكريدينس كليرووتر ريفايفل.
الحدث تم تصويره في الفيلم الوثائقي الناجح «وودستوك» والذي صدر في العام 1970، بعد سنة من المهرجان، مصحوباً بموسيقى المهرجان من ضمنها أغنية «وودستوك» لجوني ميتشل، والتي أحيت المهرجان. حقق الوثائقي نجاحاً كبيراً وحصل على جائزة الأوسكار لأفضل فيلم وثائقي.

## دعوات غير مجابة
- جوني ميتشيل. كان من المقرر أن يشارك في مهرجان وودستوك لكنه قرر عكس ذلك بسبب إصرار مديرة أعماله على ألا يفوت ميعاد تصويره في مسلسل ذا ديك كافيت.
- ذا دورز. فكروا في الاشتراك في المهرجان لكنهم في اللحظة الأخيرة قرروا عدم المشاركة، ووفقًا لعضو الفرقة روبي كريجر فالسبب هو اعتقادهم بأن المهرجان سيكون مجرد نسخة سيئة مكررة من مهرجان مونتيري للبوب لكنهم بعد ذلك ندموا على قرارهم.
- بوب ديلان، بالرغم من أن المهرجان أقيم بالقرب من محل إقامته، إلا أنه وقّع عقدًا للمشاركة في مهرجان آيل أوف وايت (Isle of Wight) في 31 أغسطس. قام ديلان بحجز تذكرة الباخرة للسفر إلى إنجلترا في يوم 15 أغسطس الموافق ليوم بداية مهرجان وودستوك، وتصادف تعرض ابنه إلى تعب شديد وسافر في الأسبوع التالي إلى إنجلترا، وقد أبدى ديلان استياءه عن تصرفات بعض الهيبيز خلال أيام المهرجان.
[بحاجة لمصدر]

## معرض الصور

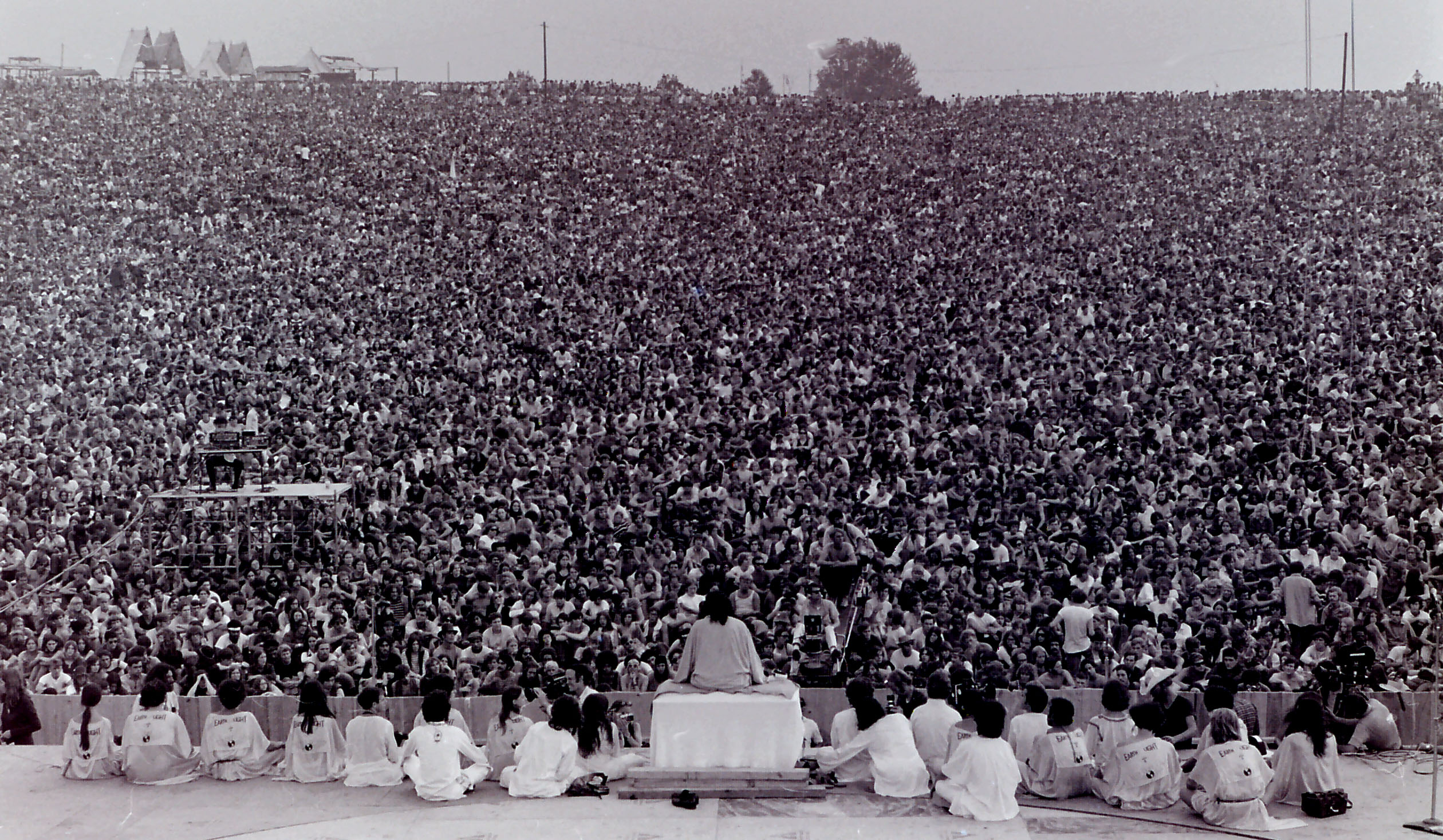
حفل افتتاح في وودستوك.
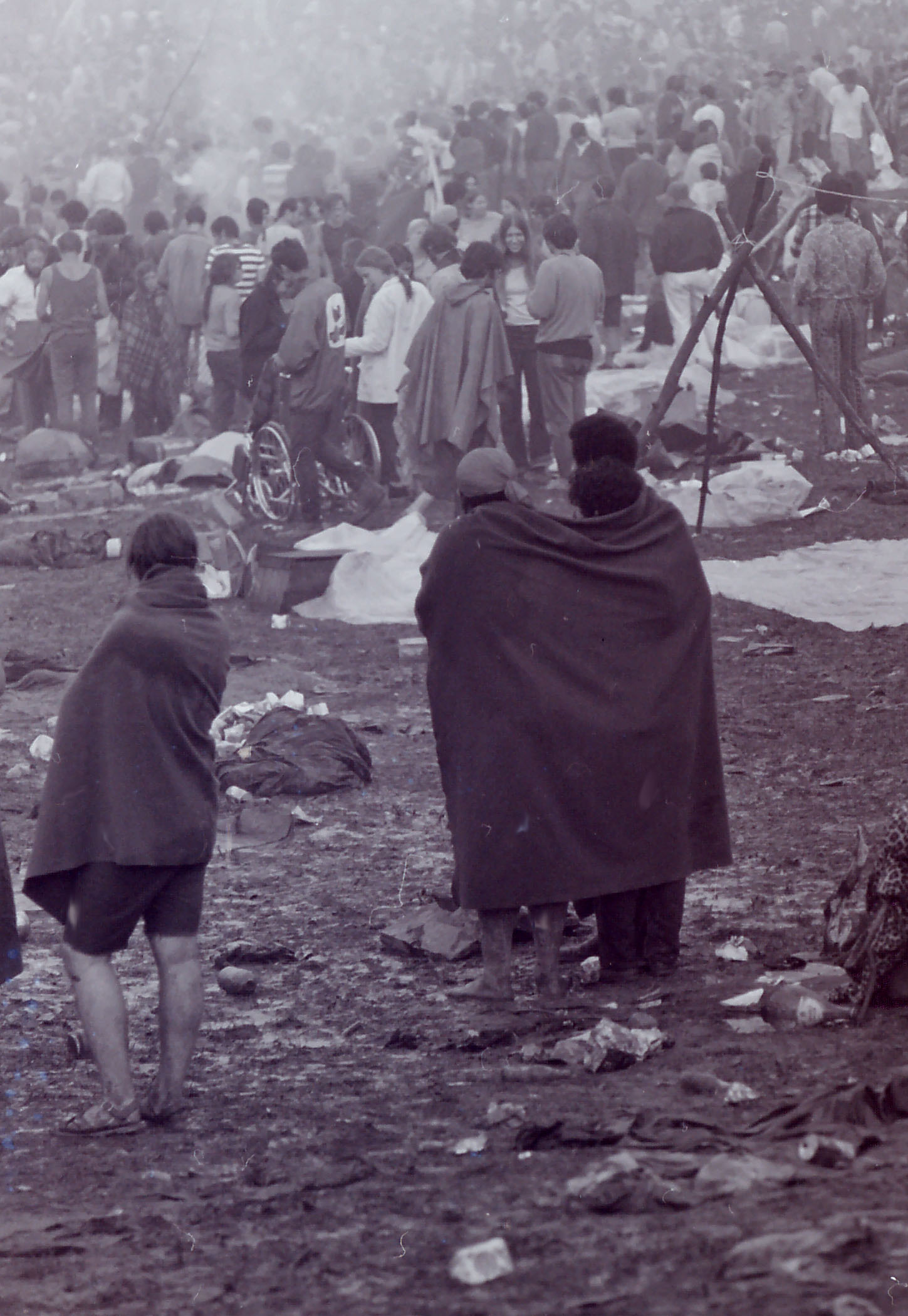
A rainy day (August 15, 1969)
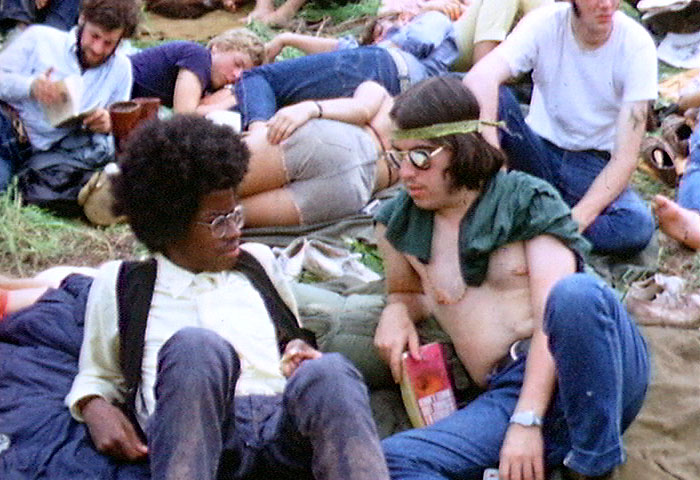
اثنين من الهيبيين في وودستوك
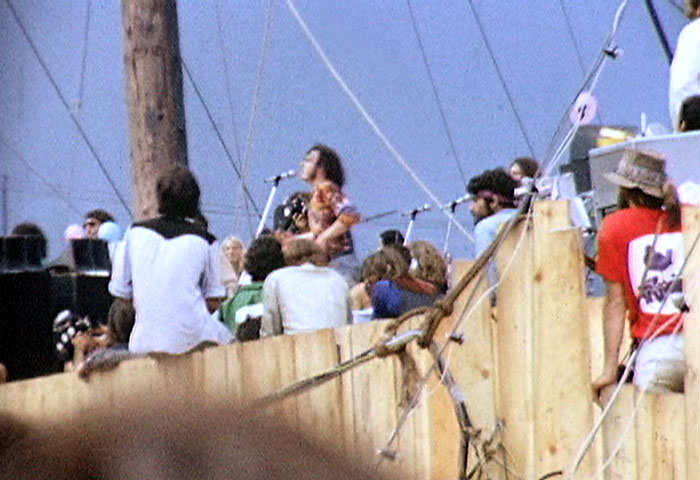
جو كوكر and the Grease Band performing at Woodstock
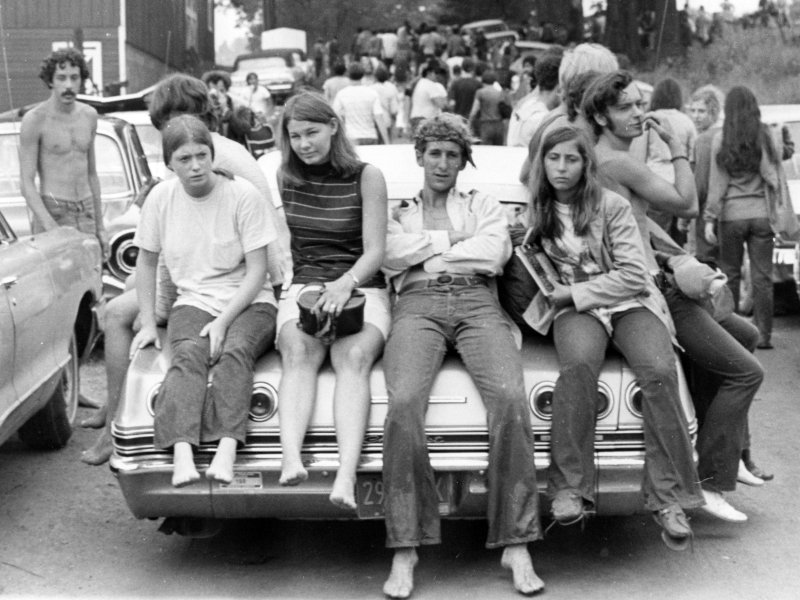
صورة اخذت قرب وودستوك بتاريخ 18 أغسطس عام 1969
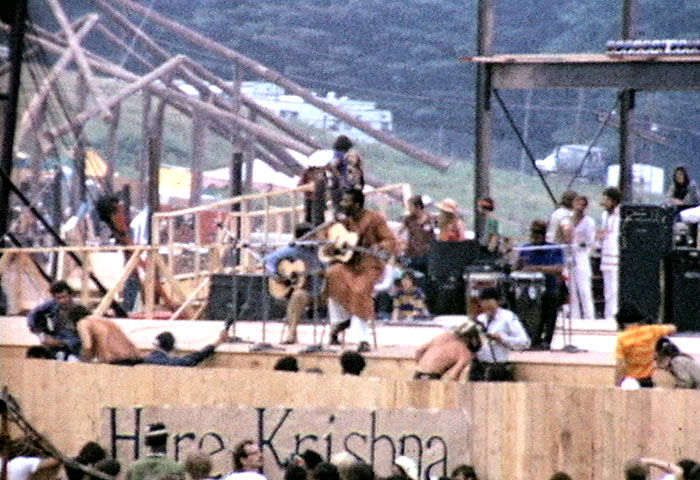
ريتشي هافنز at the Woodstock Festival
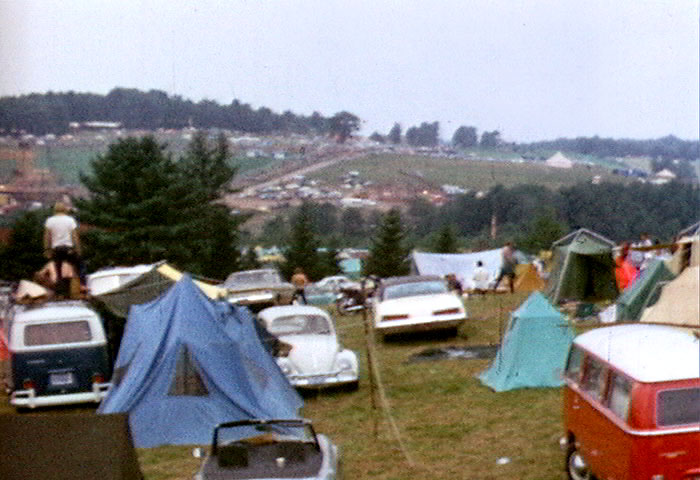
خيم في مهرجان وودستوك